# Roxforti házak

A roxforti házak címere

A roxforti házak kifejezés J. K. Rowling hétkötetes Harry Potter-sorozatában a Roxfort Boszorkány- és Varázslóképző Szakiskola házait jelenti. Az iskolában négy ház van: a Griffendél, a Mardekár, a Hugrabug és a Hollóhát.
Amikor egy diákot felvesznek a Roxfortba, a Teszlek Süveg a diákot képességei, illetve érdeklődési köre, jelleme szerint beosztja az egyik házba, ahova aztán a diák egészen az iskola elvégzéséig tartozik. Itt van a háló- és pihenőhelyük, egy ház tagjai osztály- és sporttársak, valamint együtt szereznek házuknak büntető- vagy dicsőségpontokat. A négy ház között vannak ellentétek, melyeket a pontversenyek és a kviddicsbajnokság is kiélez.

## Griffendél
A Griffendél házat (angolul: Gryffindor) Griffendél Godrik alapította, körülbelül a Harry Potter-beli események előtt ezer évvel, valamikor a 10. század végén. A Teszlek Süveg szerint a Griffendélbe a bátrak kerülnek:
„Ha vakmerő vagy s hősi lelkű, / Házad Griffendél. / Oda csak az kerül, ki / Semmitől se fél.”
A Griffendél klubhelyisége az iskola egyik tornyában van, bejáratát a Kövér Dáma portréja rejti maga mögött. Rowling leírása szerint „az otthonos hangulatú kerek helyiség tele volt puha fotelekkel.” Mivel a Griffendélbe általában a bátrabbak kerülnek, címerállata egy oroszlán, színei pedig a skarlátvörös és az arany.
A Griffendél kísértete Sir Nicholas de Mimsy-Porpington, azaz ismertebb nevén Félig Fej Nélküli Nick. A ház vezetője Minerva McGalagony professzorasszony, aki egyben az iskola átváltoztatástan tanára és igazgatóhelyettese, később pedig igazgatója.
A ház kviddics-csapatának tagjai Harry Potter hat tanulóévében:
- őrző: Oliver Wood, majd Ron Weasley
- terelők: Fred és George Weasley, majd Andrew Kirke és Ritchie Coote
- hajtók: Angelina Johnson, Alicia Spinnet, Katie Bell, majd Ginny Weasley, Katie Bell és Demelza Robbins, egyszer Dean Thomas
- fogó: Harry Potter, egyszer Ginny Weasley.

### A ház ismertebb tagjai
| - Harry James Potter - Ronald Bilius Weasley - Hermione Jean Granger - Remus Lupin - Sirius Black - Albus Dumbledore - Neville Longbottom - Minerva McGalagony - James és Lily Potter - Peter Pettigrew - Fred és George Weasley - Ginny Weasley - Parvati Patil - Lavender Brown - Charlie Weasley | - Oliver Wood - Bill Weasley - Dean Thomas - Seamus Finnigan - Arthur és Molly Weasley - Rubeus Hagrid - Percy Weasley - Angelina Johnson - Colin és Denis Creevey - Katie Bell - Alicia Spinnet - Cormac McLaggen - Andrew Kirke - Ritchie Coote - Demelza Robbins |

## Mardekár
A Mardekár házat (angolul: Slytherin) Mardekár Malazár aranyvérű varázsló alapította, aki kezdetben Griffendél Godrik jó barátja volt. Később Mardekár elidegenedett a többiektől, mivel egyre több kikötést tett azzal kapcsolatban, milyen diákok kerülhetnek az iskolába. A Teszlek Süveg versikéje szerint:
„Hogyha agyafúrt s ravasz vagy, / Ne tekints másra: / A Mardekár való neked. / Ott lelhetsz sok társra.”
Albus Dumbledore és a Teszlek Süveg szerint a Mardekár-házba azok kerülnek, akik ravaszak és becsvágyóak. Feltehető, hogy a ház tagjai között kevesebb a mugli származású, mint a többi házban, de azt nem mondhatjuk, hogy csak aranyvérűek tartoznának ide, például Tom Rowle Denem (Voldemort) és Perselus Piton apja is mugli volt.
A Mardekár klubhelyisége a pincében van, ahova Harry Potter és Ron Weasley másodikos korukban a Százfűlé-főzet segítségével be tudtak jutni. A helyiséget egy falba rejtett kőajtó védi. „A Mardekár klubhelyisége hosszú, alacsony mennyezetű terem volt. Durva kőfalait láncon lógó, kerek, zöld lámpák világították meg. A míves kandallópárkány alatt lobogott a tűz, fényében faragott székek és üldögélő mardekárosok körvonalai rajzolódtak ki.” Címerállata egy kígyó, színei a zöld és az ezüst.
A ház ismert vezetői Perselus Piton és Horatius Lumpsluck, mindketten bájitaltant tanítottak. Kísértete a Véres Báró.

### A ház ismertebb tagjai
| - Tom Rowle Denem (később Voldemort) - Draco Malfoy - Vincent Crak - Gregory Monstro - Pansy Parkinson - Marcus Flint - Avery - Antonin Dolohov - Evan Rosier - Mulciber - Amycus Carrow - Alecto Carrow | - Millicent Bullstrode - Warrington - Lucius Malfoy - Bellatrix (Black) Lestrange - Narcissa (Black) Malfoy - Andromeda (Black) Tonks - Rodolphus Lestrange - Perselus Piton - Blaise Zambini - Regulus Arcturus Black - Leta Lestrange - Horatius Lumpsluck - Rabastan Lestrange - Theodore Nott - Adrian Pucey |

## Hugrabug
A Hugrabug házat (angolul: Hufflepuff ) Hugrabug Helga alapította valamikor a 10. század végén. Rubeus Hagrid elmondása alapján sokak szerint ide a balfácánok kerülnek, ám a Teszlek Süveg máshogy fogalmazott:
„A Hugrabugnak nyájas népe / Békés, igazságos. / Oda mész, ha türelmes vagy / S jámbor – ez világos.”
A Hugrabug-házban nagyra tartott értékek a hűség, becsületesség, sportszerűség és tisztességes munka. A Teszlek Süveg mindazonáltal azokat a tanulókat is ebbe a házba sorolja, akik nem rendelkeznek semmilyen kiemelkedő tulajdonsággal, mivel Hugrabug Helga az egyenlő bánásmód híve volt.
A házvezető Pomona Bimba professzornő, aki gyógynövénytant tanít a diákoknak. Kísértete a Pufók Fráter. Címerében egy borz szerepel (eredetileg sólyom volt), színei a sárga és a fekete.

### A ház ismertebb tagjai
- Nymphadora Tonks
- Cedric Diggory
- Hannah Abbott
- Susan Bones
- Justin Finch-Fletchley
- Zacharias Smith
- Ernie Macmillan
- Amos Diggory
- Pomona Bimba
- Goethius Salmander
- Theseus Salmander

## Hollóhát
A Hollóhát házat (angolul: Ravenclaw) Hollóháti Hedvig alapította, a Harry Potter-beli események előtt közel ezer évvel. A Teszlek Süveg leírása a házról:
„A bölcs öreg Hollóhátban / Éles elmék várnak. / Kiknek a tanulás kaland, / Oda azok járnak.”
A Hollóhát házban a legnagyobb értékeknek a bölcsesség, az ész és a tanulás szeretete számít. Jelmondata: „Magad azzal ékesíted, ha az elmédet élesíted”.
A Hollóhát klubhelyisége, akárcsak a Griffendélé, egy magas toronyban van. Harry Potter a hetedik tanévben bejut ide, amikor Hollóháti Hedvig diadémját keresi. A házat egy kilincs nélküli ajtó védi, rajta sasfej alakú kopogtatóval. A bebocsátást kérő koppant a kopogtatóval, mire a sasfej egy kérdést tesz fel. Ha a válasz helyes, az ajtó kinyílik. „A Hollóhát e késői órán néptelen klubhelyisége tágas, kerek terem volt, levegősebb a Roxfortban megszokott helyiségeknél. A falat ékesítő kék és bronzszínű selyemkárpitok sorát kecses boltíves ablakok szakították meg: a teremből nappal pazar kilátás nyílhatott a környező hegyekre. A kupolás mennyezetet díszítő festett csillagok tükröződtek a padlón szétterülő mélykék szőnyeg mintájában A berendezést asztalok, székek és könyvszekrények alkották, s az ajtóval szemközt, egy beugróban magas fehér márványszobor állt.” A ház címerállata egy sas, színei a kék és a bronz (a filmben kék és ezüstre változtatták).
Házvezetője Filius Flitwick professzor, a bűbájtant oktató tanár, kísértete a Szürke Hölgy, Hollóháti Hedvig lánya.

### A ház ismertebb tagjai
- Anthony Goldstein
- Padma Patil
- Terry Boot
- Orla Quirke, Roger Davies
- Cho Chang
- Michael Corner
- Marcus Belby
- Luna Lovegood
- Marietta Edgecombe
- Penelope Clearwater
- Kingsley Shacklebolt
- Xenophilius Lovegood
- Filius Flitwick
- Hollóháti Heléna (Szürke hölgy)
- Gilderoy Lockhart